# Heroes Unlimited
Heroes Unlimited è un gioco di ruolo di ambientazione supereroistica scritto da Kevin Siembieda e pubblicato dalla Palladium Books nel 1984.

## Sistema di gioco
Il sistema di gioco è basato sul  Megaversal system ed è compatibile con altri regolamenti della Palladium. I personaggi sono definiti da una classe e livello, le caratteristiche base del personaggio vengono determinate mediante il tiro casuale dei dadi.
I poteri accessibili ai personaggi dipendono dalla classe, ed eventuale sottoclasse scelta. Queste possono andare, per esempio, da Mutants (un essere nato con poteri conferitigli da una mutazione genetica), Experiments (creato da un esperimento, come per esempio Capitan America), Robot (un essere artificiale), Bionic (un essere con impianti artificiali). Ogni classe ha un proprio metodo per acquistare poteri, per esempio un Robot ha un budget con cui comprarsi il corpo, mentre un Mutant può scegliere tra un "pacchetto" di superpoteri. Non viene fatto alcun tentativo di bilanciare fra di loro i poteri delle varie classi ed alcune classi, mutanti e alieni per esempio, sono marcatamente più potenti di altre.
La seconda edizione aggiunge nuovi poteri e cambia leggermente alcune regole, permettendo a molte classi di aggiungere dei superpoteri "minore" per espandere leggermente le opzioni di gioco e soprattutto la possibilità di giocare personaggi con poteri magici. Contiene inoltre un breve sommario delle regole di Teenage Mutant Ninja Turtles and Other Strangeness, per permettere di aggiungere regole per personaggi che siano animali mutanti e una lista abbreviata di animali tra cui scegliere alla creazione del personaggio. Comunque gli animali mutanti sono in generale molto più deboli degli eroi standard, come riportanto anche nel supplemento Turtles Go Hollywood.

## Storia editoriale
La prima edizione del gioco a cura di Kevin Sembieda venne pubblicata nel 1984, come manuale di 144 pagine. Nel 1985 venne pubblicato il supplemento Justice machine Source Book, sempre di Sembieda, con profili di supereroi e supercattivi e un'ambientazione in una dittatura futuristica.
Una revisione della prima edizione venne pubblicata nel 1987 ampliata a un manuale di 248 pagine. Vennero anche pubblicati due supplementi, Villains Unlimited (1992) di Kevin Long e Kevin Siembieda e Aliens Unlimited (1994) di Wayne Breaux Jr., Kevin Siembieda.
Una seconda edizione venne pubblicata nel 1998, sempre a cura di Kevin Siembieda, come manuale di 352 pagine. Sono stati aggiunti i poteri presentati in Villains Unlimited e in Aliens Unlimited, il sistema magico è stato sostituito da quello di Beyond the Supernatural e di Rift. Inoltre sono state aggiunte le regole per i megadanni. Questa edizione è stata molto più massicciamente supportata rispetto alle precedenti e sono stati pubblicati diversi supplementi:
- Wayne Breaux Jr., Kevin Siembieda. Aliens Unlimited Revised. 1999
- Wayne Breaux Jr., Kevin Siembieda. Heroes Unlimited G.M.'s Guide. 1999
- Kevin Long, Kevin Siembieda. Villains Unlimited (2ª ed.). 1999
- Bill Coffin. Background: Setting. 2000
- Bill Coffin. Gramercy Island. 2000
- Wayne Breaux Jr. Aliens Unlimited Galaxy Guide. 2001
- Kevin Siembieda. Mutant Underground. 2003
- Carmen Bellaire. Powers Unlimited. 2003
- Carmen Bellaire. Powers Unlimited 2. 2004
- Carmen Bellaire. Powers Unlimited 3. 2006
- Carl Gleba. Armageddon Unlimited. 2011